# Sergejs Naumovs
Sergejs Naumovs (Riga, 4 aprile 1969) è un allenatore di hockey su ghiaccio ed ex hockeista su ghiaccio lettone, fino al 1991 sovietico.
Giocava nel ruolo di portiere.

## Carriera
Il suo esordio tra i professionisti avviene nella stagione 1990-91 tra le file della Dinamo Riga, nel campionato ancora sovietico. Passò poi al glorioso CSKA Mosca con cui gioca per due stagioni (l'ultima del campionato sovietico e la prima dell'International Hockey League champions) e conquista la nazionale lettone, con cui partecipa ai vittoriosi mondiali di gruppo C (seguiranno poi due mondiali di gruppo B, nel 1994 e 1995.
Dopo una stagione con un'altra squadra di Riga, i Pardaugava Riga, e un altro mondiale, questa volta di gruppo B, Naumovs passò in Nord America, in CHL con gli Oklahoma City Blazers.
Rimane negli Stati Uniti fino al 2001, dividendosi tra IHL, WCHL e ECHL. Nel corso di quelle stagioni si aggiudica alcuni premi: miglior portiere in WCHL nel 1995-96, miglior portiere dei play-off WCHL nel 1995-96 e 1997-98. Una curiosità, nella sua stagione ai Greensboro Generals in ECHL (2000-01), mise a segno il primo shoot-out nella storia di quella squadra (13 ottobre 2000).
Nel 2000 partecipa con la sua nazionale per la prima volta ai mondiali maggiori.
Alla fine del 2000-01 tornò in Europa, in Svezia prima al Leksands IF, al Djurgårdens IF nella stagione successiva.
Ritornò poi in Russia. Per due stagioni resta all'SKA San Pietroburgo (la prima stagione da titolare, la seconda in parte in prima squadra, in parte nella seconda, che milita nella terza serie russa).
Nel 2004-05 fu ancora in Russia: cominciò la stagione nella seconda squadra del Salavat Yulayev (terza serie) per poi passare in prima squadra (nella massima serie) ed essere infine ceduto al Vityaz Podolsk (Vysshaya Liga, la seconda serie russa).
Nel 2005-06 è ancora in Vysshaya Liga, prima al Khimik Voskresensk, poi al Torpedo Nižnij Novgorod.
Nel corso di quegli anni con la nazionale lettone partecipa anche ai mondiali maggiori, 2001, 2002, 2003, 2004, 2006, 2007, 2008 e 2009, ed ai Giochi olimpici di Salt Lake City 2002 e Torino 2006.
Rimasto senza squadra, a stagione 2006-07 iniziata, si è accasato all'Hockey Club Bolzano con cui si è aggiudicato la Coppa Italia. Dopo una sola stagione si è trasferito prima nel campionato bielorusso, all'HK Gomel, poi (dal 2008-2009) in Kontinental Hockey League con la Dinamo Riga.

## Palmarès

### Club
- Coppa Italia: 1

Bolzano: 2006-2007